# هاك سيمونز
هاك سيمونز (بالإنجليزية: Hack Simmons)‏ هو لاعب كرة قاعدة أمريكي، ولد في 29 يناير 1885 في بروكلين في الولايات المتحدة، وتوفي في 26 أبريل 1942 في Arverne, Queens ‏ في الولايات المتحدة بسبب حادث مرور.

## وصلات خارجية
- هاك سيمونز على موقعبيزبول رفرنس.كوم (الدوري الرئيسي) (الإنجليزية)
- هاك سيمونز على موقعبيزبول رفرنس.كوم (الدوري الثانوي) (الإنجليزية)